# Daisy Betts
Daisy Betts (* 1. Februar 1982 in Sydney, New South Wales) ist eine australische Schauspielerin.

## Leben
Daisy Betts studierte Handel und Psychologie. Erst nach dem Studium beschloss sie, Schauspielerin zu werden. Ihren ersten Fernsehauftritt absolvierte sie mit 24 Jahren als Amber im australischen Fernsehfilm Small Claims: The Reunion. 2008 folgte wiederum ein kleinerer Auftritt in Shutter – Sie sehen dich. Zwischen den Jahren 2007 und 2011 hatte Betts eine wiederkehrende Rolle als Sally Blake in Sea Patrol. 
Am bekanntesten wurde sie jedoch durch die Rolle der Peta Lee in der australisch-amerikanischen Seifenoper Out of the Blue. Diese Rolle verkörperte sie 59 Folgen lang. 2010 war sie in der Serie Persons Unknown zu sehen. Diese Serie wurde von NBC jedoch nach einer Staffel eingestellt. Zwischen 2012 und 2013 war sie in der von ABC ausgestrahlten Actionserie Last Resort als Lieutenant Grace Shepard zu sehen. Diese wurde jedoch ebenfalls nach nur einer Staffel eingestellt.
Betts wuchs mit drei Schwestern auf. Sie ist mit Paul Miller verheiratet und hat mit ihm einen Sohn.

## Filmografie (Auswahl)
- 2006: Small Claims: The Reunion (Fernsehfilm)
- 2007–2011: Sea Patrol (Fernsehserie, fünf Folgen)
- 2008: Shutter – Sie sehen dich (Shutter)
- 2008: All Saints (Fernsehserie, Folge 11x05)
- 2009: Out of the Blue (Fernsehserie, 59 Folgen)
- 2010: Caught Inside (Fernsehfilm)
- 2010: Persons Unknown (Fernsehserie, 13 Folgen)
- 2011: Harry’s Law (Fernsehserie, 3 Folgen)
- 2012–2013: Last Resort (Fernsehserie, 13 Folgen)
- 2013–2014: Chicago Fire (Fernsehserie, 7 Folgen)
- 2015: The Player (Fernsehserie, 6 Folgen)
- 2015: Childhood’s End (Fernsehminiserie, 3 Folgen)
- 2017: Keiks & Gigi (Fernsehfilm)
- 2017: Girlfriends’ Guide to Divorce (Fernsehserie, 6 Folgen)
- 2024: Unsung Hero